# Pas de pardon, je tue
Pour plus de détails, voir Fiche technique et Distribution.
Pas de pardon, je tue (Fedra West) est un western spaghetti hispano-italien sorti en 1968, réalisé par Joaquín Luis Romero Marchent.

## Synopsis
Après quelques années d'études aux États-Unis, Stuart retourne au Mexique, où son père Ramon gère son domaine avec violence. Après la mort de la mère de Stuart, Ramon avait épousé la jeune Wanda, qui tombe amoureuse de son beau-fils.

## Fiche technique
- Titre français : Pas de pardon, je tue
- Titre original espagnol : Fedra West[1]
- Réalisation : Joaquín Luis Romero Marchent
- Scénario : Joaquín Luis Romero Marchent, Giovanni Simonelli, Víctor Auz, José Luis Hernàndez Marcos, Bautista Lacasa
- Genre : Western spaghetti
- Musique : Piero Piccioni
- Production : José Luis Jerez pour Trébol Films C.C., United Pictures
- Photographie : Fulvio Testi
- Format d'image : 2.35:1
- Montage : Mercedes Alonso
- Durée : 90 minutes
- Maquillage : José Luis Ruiz
- Pays de production :  Espagne,  Italie
- Langue originale : espagnol
- Dates de sortie :
  - Espagne : 1968
  - France : 5 juillet 1972[2]

## Distribution
- James Philbrook : Don Ramón
- Norma Bengell : Wanda / Fedra
- Simón Andreu : Stuart
- Emilio Gutiérrez Caba : José
- María Silva : Isabelle Álvarez
- Alfonso Rojas : Julio Álvarez
- Luis Induni : frère de Fedra
- Maria Cumani Quasimodo : María